# 南达科他州众议院

南達科他州眾議院選區地圖，眾議院選區邊界相等於南達科他州參議院選區，各眾議院選區選出兩名眾議員。

南達科他眾議院（英語：South Dakota House of Representatives）是美国南達科他議會的下議院，共有70名议员，每届任期2年。現任眾議院议长为共和黨籍的史賓塞·戈什。